# Normetanefrina
Normetanefrina, 4-(2-amino-1-hidroxi-etil)-2-metoxi-fenol, é um metabólito  intermediário do metabolismo da catecolamina, metabólito da norepinefrina criado pela ação da catecol O-metiltransferase (catecol-O-metilase) sobre a norepinefrina. É excretada na urina e encontrada em certos tecidos.  
Tanto a normetanefrina quanto a metanefrina são excretadas na urina e sua dosagem os torna um marcador para tumores secretores de catecolamina, como feocromocitoma. Juntamente com a metanefrina, representa 20-40% dos catabólitos urinários decorrentes do metabolismo da catecolamina. É um marcador para tumores secretores de catecolamina tais como o feocromocitoma.

Degradação da norepinefrina. Normetanefrina é mostrada no canto superior esquerdo. As enzimas são mostradas em caixas.

## Marcador tumoral
Os valores normais de metanefrina e normetanefrina, tomando-se  como referência a urina de 24 horas, estão entre 310-510 µg / 24, seu aumento está associado ao aparecimento de feocromocitomas, sendo falso-positivos possíveis, pois os valores dessas moléculas no sangue também podem aumentar após tratamentos com IMAO, catecolaminas, L-Dopa, betabloqueadores e em indivíduos que sofrem de etilismo crônico.